# Johnny Palermo
John Joseph "Johnny" Palermo (Rochester, Nueva York; 12 de marzo de 1982-North Hollywood, Los Ángeles; 8 de junio de 2009) fue un actor de televisión estadounidense.

## Biografía
Nacido en Rochester, Nueva York, Palermo se graduó en la Secundaria Webster en el año 2000. Hijo de John M. Palermo y Patricia A. Crawford, y hermano de Jennifer M. Alma y Rick F. Palermo. Durante la secundaria jugó fútbol americano y fue miembro del equipo campeón estatal del instituto en 1999. De niño realizaba películas utilizando la cámara de su padre. Más tarde asistió al Instituto de Arte de Pittsburgh, donde estudió efectos especiales en maquillaje de cine.
En 2002, Palermo se mudó a Los Ángeles para dedicarse a la actuación. Trabajó en más de treinta series de televisión. Fue miembro habitual en la serie de Nickelodeon Just for Kicks, y trabajó en Everybody Hates Chris interpretando al compañero de clase de Chris, Frank DiPaolo.
En la mañana del 8 de junio de 2009, él y su novia, Alessandra Giangrande, fallecieron en un choque automovilístico en North Hollywood, California. Giangrande estaba conduciendo. Palermo tenía 27 años de edad al momento de su muerte. Sus restos reposan en el cementerio del Santo Sepulcro en Rochester (Nueva York) mientras que los de Alessandra reposan en el cementerio Riverside en North Reading en Massachusetts.